# Melanoplus marshallii
Melanoplus marshallii är en insektsart som först beskrevs av Thomas, C. 1875.  Melanoplus marshallii ingår i släktet Melanoplus och familjen gräshoppor. Inga underarter finns listade i Catalogue of Life.